# Galgbacke

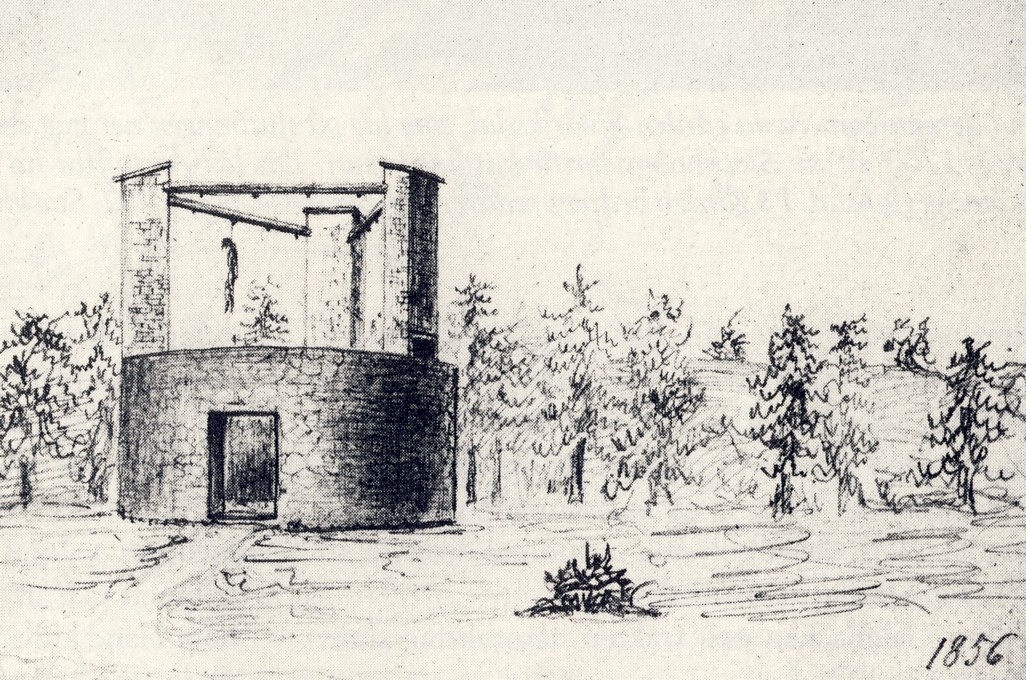
Skiss av Galgbacken, Hammarbyhöjden, 1856.

Galgbacke, även Galgberg eller Galgberget, var namnet på en plats för avrättning av dödsdömda brottslingar. Namnet kommer från de galgar som användes vid hängningarna, men även andra avrättningsmetoder kunde förekomma på platsen. Galgberget är även ett ortnamn som återfinns i många svenska tätorter. Galgberget i Visby är ett naturreservat, och galgen här är Skandinaviens enda bevarade galge.

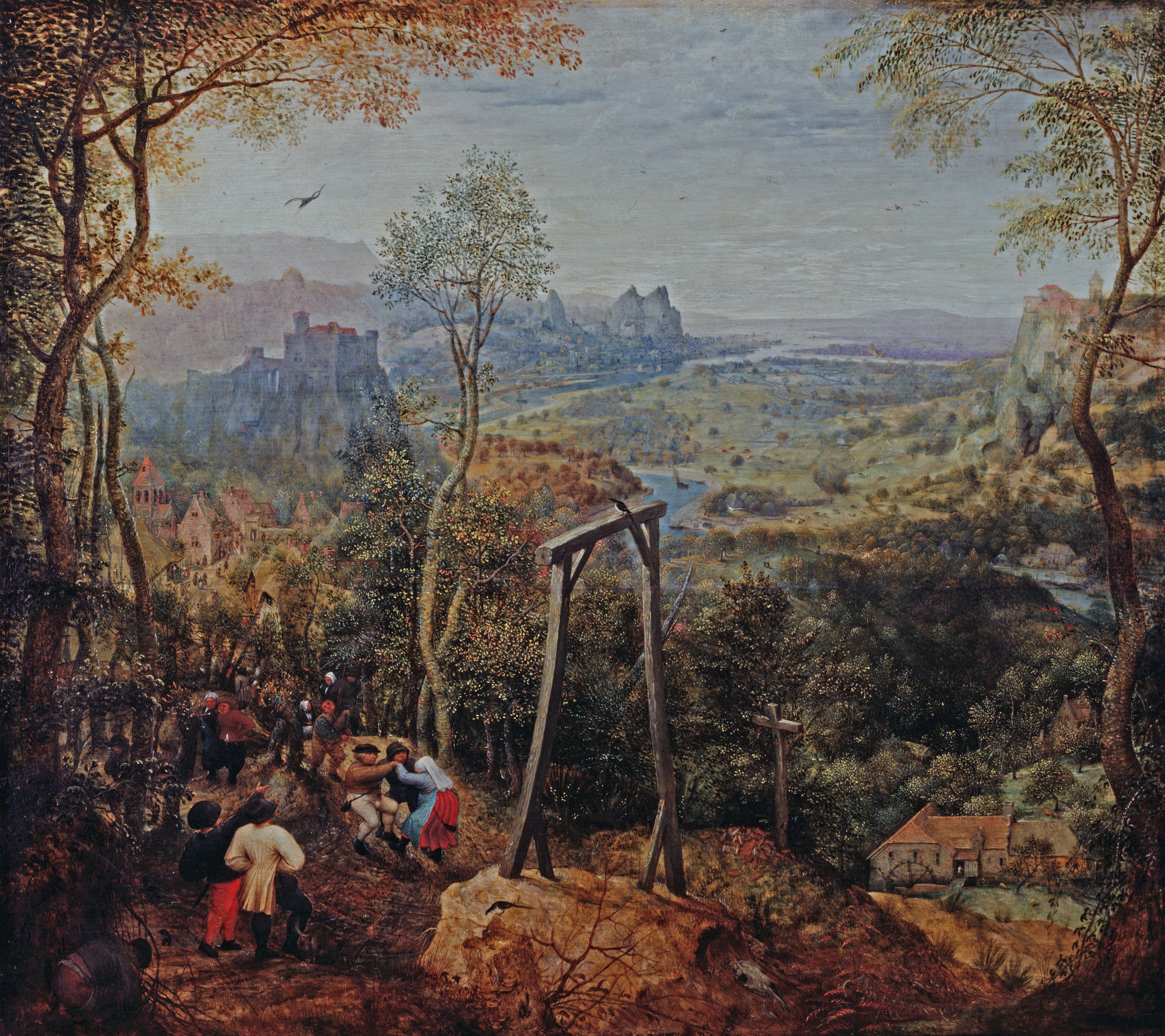
Skatan på galgen av Pieter Bruegel d.ä., 1568.

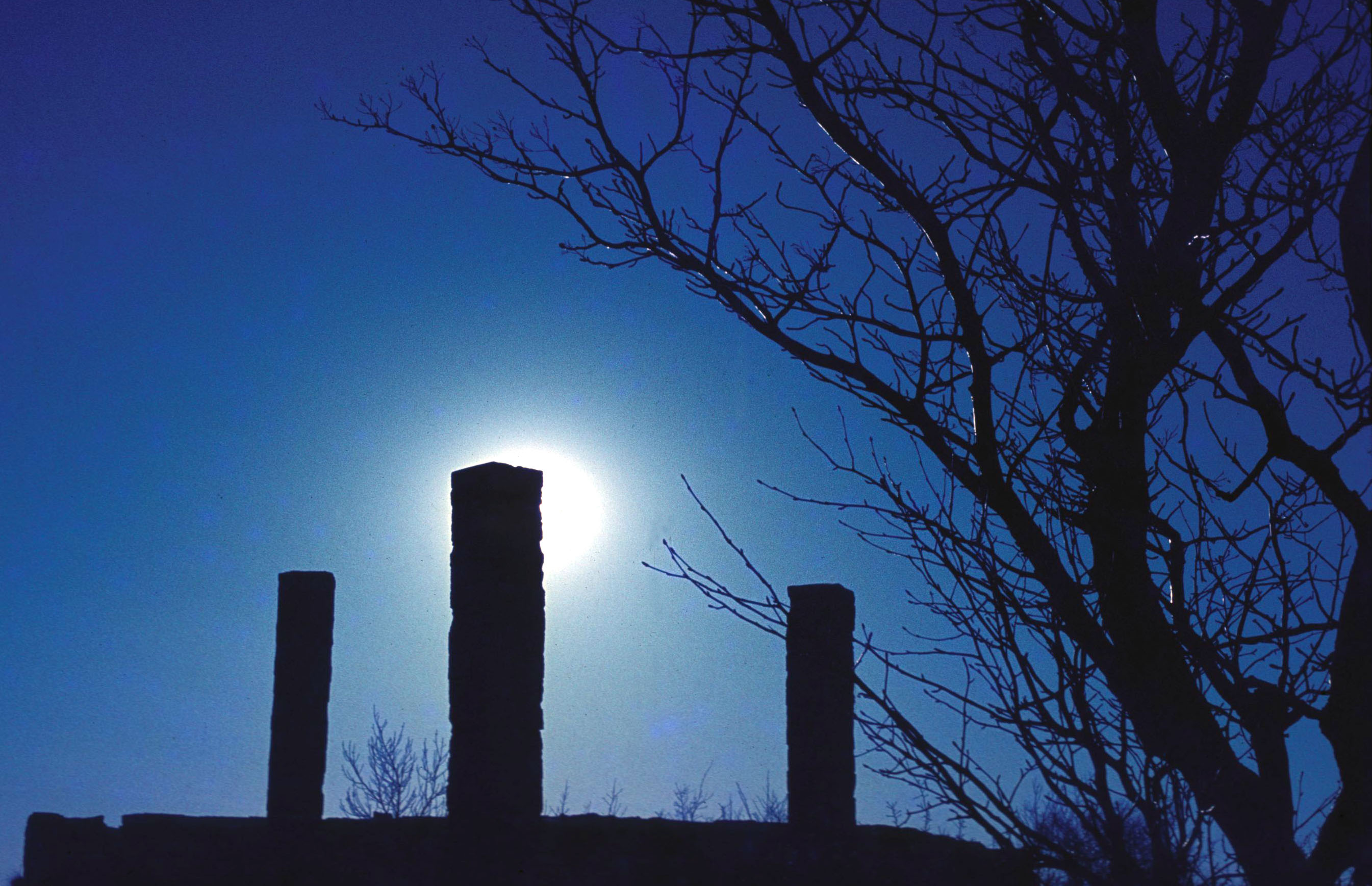
Rester av galgen på Galgberget, Visby, 1980.

Galgbacken låg i regel utanför staden och gärna på en kulle eller backe. I Stockholm har galgbacken flyttat från sin plats på Stigberget på Södermalm (se Galgberget, Södermalm) ut i periferin söder om Skanstull (se Galgbacken, Hammarbyhöjden) allteftersom staden har vuxit. Galgen var i regel ett permanent bygge i motsats till en tillfälligt uppsatt schavott, som oftast återfanns på det mest centrala torget. Galgen på Stigberget och Hammarbyhöjden hade en hög murad underbyggnad som kröntes av tre höga stenpelare med grova bjälkar däremellan under vilka de dödsdömda hängdes. Avrättningarna var offentliga och var sig själv till straff och androm till varnagel (till straff för brottslingen och varning för de andra). På Stigbergets galgbacke kunde det ibland hängas tio personer samtidigt, men då var kapacitetstaket nått.
Efter hängningen grävdes den döde ner i en grop direkt i anslutning till galgbacken. Invid galgbacken fanns fram till 1600-talet oftast en avskrädeshög, där man tömde sopor och latrin. Vid galgbacken grävde man även ned döda djur, självmördare, okända döda och de som hade blivit halshuggna på stadens torg. Det sägs att byggnadsarbetarna hittade skelettdelar vid galgbacken när bostadsområdet Hammarbyhöjden byggdes på 1930-talet, vilket de tvingades hålla tyst om för att inte skrämma bort de nya hyresgästerna.
I anslutning till galgbacken fanns bödelsstugan där bödeln bodde. Här kan nämnas Mikael Reissuer, som var Stockholms bödel åren 1635-1650 vid den närbelägne galgen på Stigberget. Efter honom har Mäster Mikaels gata på Södermalm fått sitt namn.
Galgbackar fanns även utanför Sverige. I Tyskland kallas de Galgenberg eller Galgenhügel och i England Gallows Hill. En känd målning ("Skatan på galgen") av Pieter Bruegel d.ä. från 1568 visar en galgbacke i ett fantasilandskap.

## Kända galgbackar och galgberg i urval

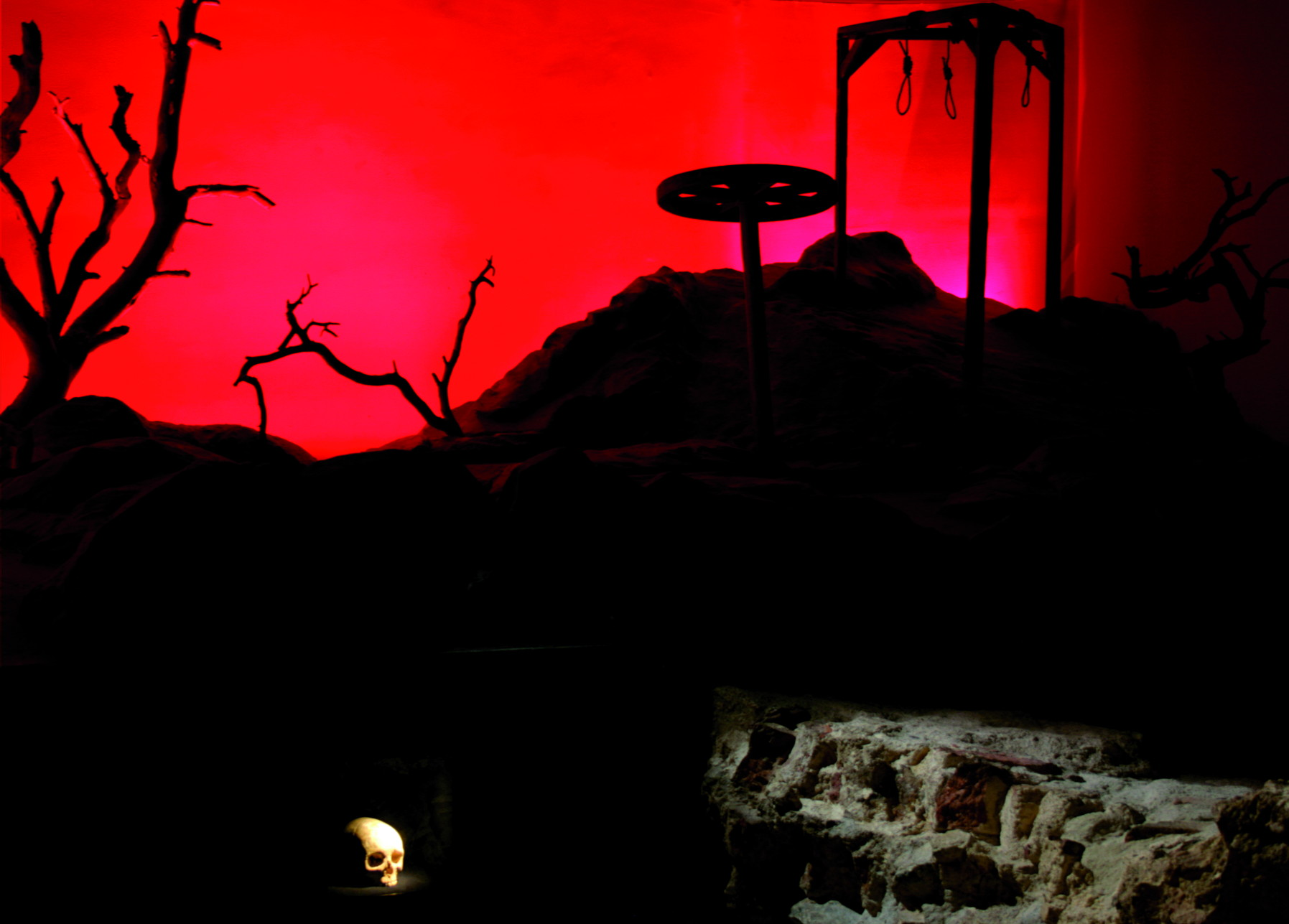
Galgbacken, en rekonstruktion på Medeltidsmuseet i Stockholm.

- Galgberget, Falun
- Galgberget, Halmstad
- Galgberget, Visby
- Galgberget, Södermalm
- Galgamarken, Karlskrona
- Malmös avrättningsplatser
- Stockholms avrättningsplatser